# Partick Castle

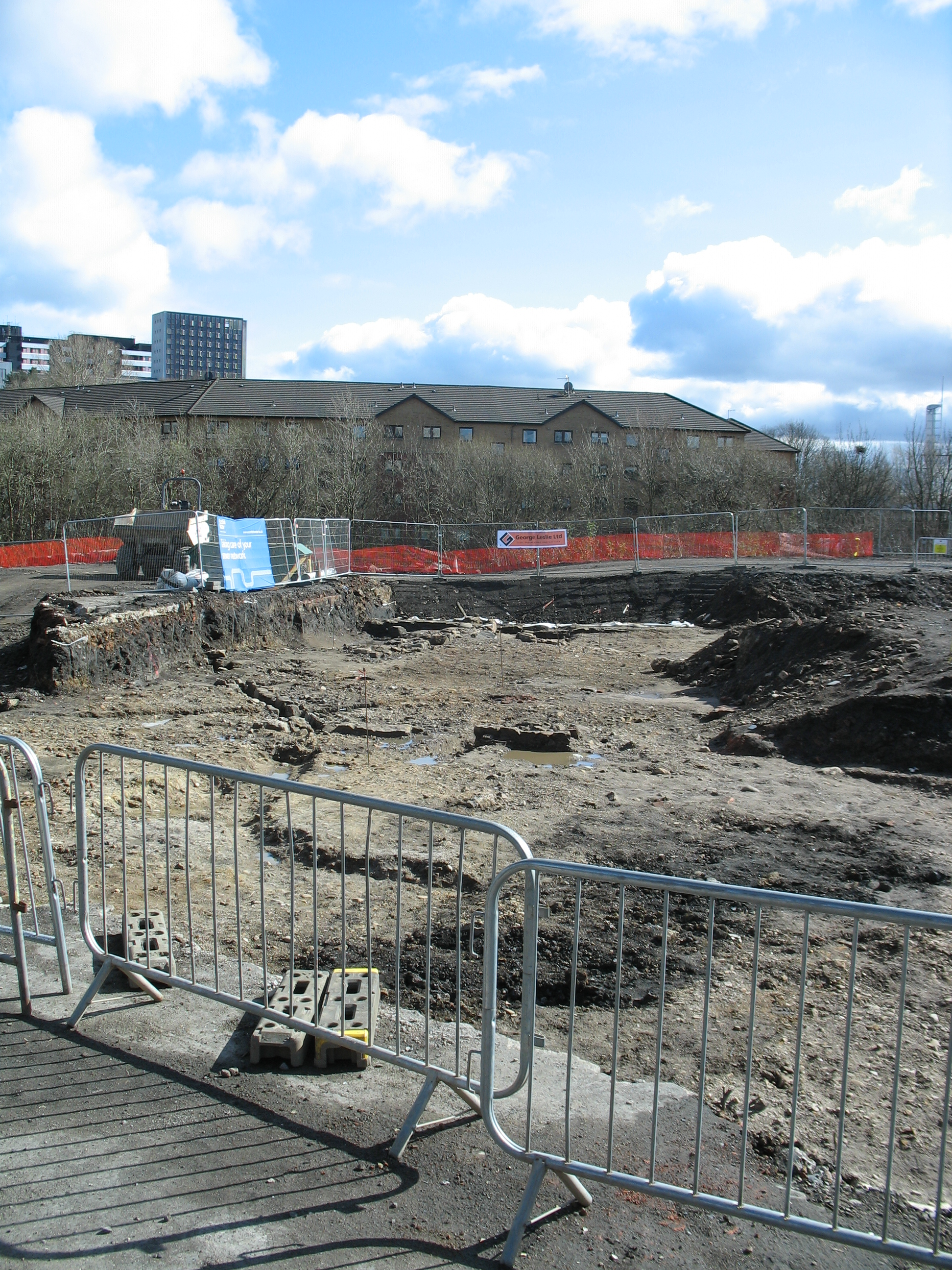
Archäologische Grabungen auf dem Gelände von Partick Castle, von der Castlebank Street aus mit Blickrichtung Kelvin

Partick Castle war ein Landhaus in Partick, heute eine westliche Vorstadt der schottischen Stadt Glasgow. 1611 ließ sie der Wohltäter von Glasgow, George Hutcheson, auf dem Westufer des Kelvin errichten.

## Beschreibung
Hamilton of Wishaw beschrieb Anfang des 18. Jahrhunderts das Gebäude wie folgt:

„(...) wo der Kelvin in den Clyde fließt, liegt das Haus von Pertique, ein gut gebautes und angenehmes Haus aus trockenem Holz mit großen Gärten, die mit Steinmauern eingefriedet sind, und das früher George Hutcheson in Glasgow gehörte, aber jetzt John Crawford aus Myltown.“

Laut dem örtlichen Geschichtswissenschaftler James Napier war Partick Castle 1770 bereits unbewohnt und 1783 fehlte das Dach und es war eine Ruine. In den 1830er-Jahren wurde es abgerissen. Ein anderer örtlicher Autor berichtet, dass seine Überreste in einer einzigen Nacht entfernt wurden, „um Trockenmauern in den angrenzenden Feldern zu bauen“. Dies geschah 1836 oder 1837. Napier liefert auch eine anekdotische Beschreibung des Gebäudes in seinen späteren Tagen, als es verpachtet war:

„Der Bericht über das Haus, den ich von einer Person bekam, die oft darin gewesen war, als es noch bewohnt war, besagt, dass das untere Geschoss teilweise unterirdisch war und gewölbte Decken hatte. Das zweite Geschoss konnte über einige Stufen nach oben erreicht werden und besaß einen Steinboden, der auf die Bögen verlegt war. Es gab etliche abgeschlossenes Zimmer in diesem Geschoss, das eine Art von Herberge bildete. Das obere Geschoss hatte einen Dielenboden und bestand aus einer großen Halle, die öffentlichen Versammlungen, Bällen und Tanzveranstaltungen diente; und über diesem Geschoss war ein Dachgeschoss, das als Schlafräume und Lager für Gerümpel verwendet wurden. Außerhalb des Hauses gab es einen Brunnen. Die Haupteingangstür mit großköpfigen Nägeln bedeckt, und ebenso war es einen zweiflügelige Tür, die den äußeren Eingang auf das Grundstück bildete. Das Grundstück war mit einer Steinmauer umgeben.“

Ein örtlich veröffentlichtes Gedicht (im Glasgow Magazine oder The Bee) aus dem 19. Jahrhundert beschreibt das Haus so:

„Lo, Partick Castle, traurig und einsam,

Steht wie ein stiller Betrachter,

Wo Clyde und Kelvin sich treffen;

Das lange, ranke Gras weht über seine Mauern;

Kein Laut ist zu hören in seinen Hallen,

Außer Lärm weit entfernter Wasserfälle,

Wo Kinder ihre Füße bespülen.“

Die Überreste des Landhauses liegen wahrscheinlich unter dem Westende der Tesco-Siedlung in Partick. Das Gelände der Siedlung war zuletzt ein Schrottplatz, aber zuvor eine Färberei, eine Gießerei und eine Wäscherei. Anders als das alte Dorf Partick wurde das Gelände des Landhauses nicht beim Bau des heute nicht mehr genutzten Bahnhofs von Partick aufgegraben. Stattdessen wurde das Solum des Geländes unter den vorgenannten Industriebauten erhalten. Im Zuge des Umweltverbesserungsprogramms von Scottish Water für Glasgow wurde ein Teil des Landhauses von GUARD Archaeology aufgedeckt und ausgegraben.

## Bischofsburg

Wappen des Burgh of Partick, mit der Burg und Mitra des Bischofs von Glasgow

Laut einigen Quellen stand auf dem Gelände von Hutchesons Gebäude vorher auch die Burg und Landresidenz der Bischöfe von Glasgow. Dies ist die Burg, die auf dem Wappen des früheren Burgh of Partick abgebildet ist. 1136 hatte König David I. das Land von Partick („Perdeyc“) an den Bischofssitz von Glasgow verlehnt. 1362 wurde ein Streit zwischen dem Bischof und dem Kapitelhaus in seinem „Herrenhaus von Perthic“ geschlichtet. Die Bischöfe von Glasgow nutzten ihre Residenz in Partick bis zur Reformation 1560, als Bischof James Beaton II. von dort aus nach Frankreich floh und die heiligen Reliquien aus der St Mungo’s Cathedral mitnahm. Die Reste der Burg könnten in der Nähe der Mündung des Kelvin während der Arbeiten zur Vergrößerung der Abflussrohre 2016 entdeckt worden sein.
Bei der Hochzeit von Sir George Elphinstone von Blythswood und Agnes Boyd 1600 versprach König Jakob VI. dem Paar ein größeres Haus. Sir George erhielt den New Park von Partick, um den Wald zu arrangieren, Rehe anzusiedeln und ein „großes“ Haus für sich selbst und für den König zu bauen, um dort nach der Jagd zu wohnen. Dieses Haus könnte auf dem Gelände der Bischofsburg erbaut worden sein.

## Frühzeitliche, königliche Residenz
Es gibt Beweise dafür, dass Partick für die Könige von Strathclyde ein wichtiges Zentrum war. Laut dem Zisterziensermönch und Hagiographen des Heiligen Mungo, Jocelyn of Furness, residierte König Rhydderch in „Pertnech“ (Partick). Einige Archäologen haben daraus abgeleitet, dass das königliche Anwesen in Partick Teil eines größeren Elitezentrums des Königreiches war, das das kirchliche Zentrum auf der anderen Seite des Clyde in Govan mit einschloss. Die Ländereien von Partick blieben königlicher Besitz, bis König David I. sie an die Bischöfe von Glasgow verlehnte.
Es gibt keine primären Beweise dafür, dass Hutchesons Landhaus auf demselben Gelände stand wie die königliche Residenz.